# رائد فارس
رائد فارس (مواليد 6 ديسمبر 1982 في غزة، فلسطين) لاعب كرة قدم فلسطيني. يجيد اللعب أساساً كظهير أيمن مع منتخب فلسطين الوطني ونادي هلال القدس في دوري الضفة الغربية الفلسطيني. كان أول ظهور له في قميص المنتخب الوطني في مباراة ودية ضد إيران يوم 5 أكتوبر 2011.

## روابط خارجية
- رائد فارس على موقع قاعدة بيانات كرة القدم.إي يو (الإنجليزية)
- رائد فارس على موقع ناشيونال فوتبول تيمز (الإنجليزية)
- رائد فارس على موقع Soccerway.com (الإنجليزية)